# Oenothera pycnocarpa
Oenothera pycnocarpa är en dunörtsväxtart som beskrevs av Atkinson och Bartlett. Oenothera pycnocarpa ingår i släktet nattljussläktet, och familjen dunörtsväxter. Inga underarter finns listade i Catalogue of Life.